# Raabe–Duhamel-módszer
A matematikában a Raabe-kritérium vagy Raabe–Duhamel-szabály egy tétel bizonyos sorozatok konvergenciájának vagy divergenciájának megállapítására szigorúan pozitív reálértékekkel, abban az esetben, ha a közvetlen következtetés lehetetlen d'Alembert-szabállyal. Nevét Joseph Ludwig Raabe és Jean-Marie Duhamel matematikusokról kapta.

## Megfogalmazás

### 1. verzió
Legyen egy végtelen sorozat
{\displaystyle S=\sum _{n=0}^{\infty }a_{n}}
pozitív valós összegzőkkel {\displaystyle a_{n}}, amelyek monoton csökkenő sorozatot alkotnak.
Ezután az {\displaystyle S} konvergál, ha a sorozat
{\displaystyle \left(\left({\frac {a_{n+1}}{a_{n}}}-1\right)n\right)_{n\in \mathbb {N} }}
fentről {\displaystyle -\alpha <-1} határolja. Ha ennek a sorozatnak minden tagja nagyobb, mint {\displaystyle -1}, akkor {\displaystyle S} divergens.

### 2. verzió
Legyen adott egy végtelen sorozat
{\displaystyle S=\sum _{n=0}^{\infty }a_{n}}
Akkor {\displaystyle S} abszolút konvergens, ha valamilyen {\displaystyle \beta >1} szám esetén majdnem mindig (azaz {\displaystyle n\geq n_{0}} esetén) érvényes:
{\displaystyle \left|{\frac {a_{n+1}}{a_{n}}}\right|\leq 1-{\frac {\beta }{n}}}.
Azonban eltér, ha a {\displaystyle {\frac {a_{n+1}}{a_{n}}}\geq 1-{\frac {1}{n}}} szinte mindig meghiúsul.

## Alkalmazhatósága
Ezeket a kritériumokat nehezebb alkalmazni, mint a gyökkritériumot vagy a hányadoskritériumot, de gyakran bizonytalan esetekben továbbra is konvergenciaállításokat adnak, pl. hatványsorokban a konvergenciarégió pereme viselkedésének meghatározására szolgál majd.

## Fordítás
- Ez a szócikk részben vagy egészben  a   Kriterium von Raabe című német Wikipédia-szócikk fordításán alapul.  Az eredeti cikk szerkesztőit annak laptörténete sorolja fel. Ez a jelzés csupán a megfogalmazás eredetét és a szerzői jogokat jelzi, nem szolgál a cikkben szereplő információk forrásmegjelöléseként.